# Iiro Järvi
Iiro Petteri Järvi, född 23 mars 1965 i Helsingfors, är en finländsk före detta ishockeyspelare.
Järvi blev olympisk silvermedaljör i ishockey vid vinterspelen 1988 i Calgary.